# Концерт для флейты с оркестром (Райнеке)
Концерт для флейты с оркестром ре мажор Op. 283 — произведение Карла Райнеке, написанное в 1908 году. Концерт посвящён Максимилиану Шведлеру, который и стал его первым исполнителем 15 марта 1909 года.

## Состав
1. Allegro molto moderato
2. Lento e mesto
3. Moderato — In tempo animato — Tempo I — Più mosso — Più lento maestoso

Примерная продолжительность звучания — 20 минут.

## Характеристика музыки
Концерт относится к позднейшим произведениям Райнеке: композитор написал его в 84-летнем возрасте. По своей эстетике это сочинение принадлежит к предыдущей эпохе: критика пишет о нём как о флейтовом концерте, который мог бы написать Роберт Шуман или Феликс Мендельсон.

## Исполнения и записи
К концерту Райнеке обращались многие известные флейтисты. Его записали, в частности, Жан-Пьер Рампаль, Патрик Галлуа, Шарон Безали, Раймон Мейлан.